# 索薩市

索薩市（西班牙語：Municipio Sosa），是委內瑞拉的一個市，位於該國西部巴里納斯州，首府設於努特里亞斯，面積3,546平方公里，2007年人口27,445，人口密度為每平方公里7.7人。